# Festuca eugenii
Festuca eugenii là một loài thực vật có hoa trong họ Hòa thảo. Loài này được Kulikov mô tả khoa học đầu tiên năm 2000.